# Cătălin Chirilă
Cătălin Chirilă (Tulcea, 11 de mayo de 1998) es un deportista rumano que compite en piragüismo en la modalidad de aguas tranquilas.
Ganó cinco medallas en el Campeonato Mundial de Piragüismo, en los años 2022 y 2024, y seis medallas en el Campeonato Europeo de Piragüismo entre los años 2021 y 2025. En los Juegos Europeos obtuvo dos medallas, oro en Minsk 2019 (C2 1000 m) y plata en Cracovia 2023 (C1 500 m).
Participó en dos Juegos Olímpicos de Verano, en los años 2020 y 2024, ocupando el quinto lugar en Tokio 2020, en la prueba de C2 1000 m.

## Palmarés internacional
| Campeonato Mundial | Campeonato Mundial       | Campeonato Mundial | Campeonato Mundial |
| Año                | Lugar                    | Medalla            | Competición        |
| ------------------ | ------------------------ | ------------------ | ------------------ |
| 2022               | Halifax (Canadá)         | Medalla de oro     | C1 1000 m          |
| 2022               | Halifax (Canadá)         | Medalla de plata   | C1 500 m           |
| 2023               | Duisburgo (Alemania)     | Medalla de oro     | C1 500 m           |
| 2023               | Duisburgo (Alemania)     | Medalla de plata   | C1 1000 m          |
| 2024               | Samarcanda (Uzbekistán)  | Medalla de bronce  | C1 500 m           |
| Juegos Europeos    |                          |                    |                    |
| Año                | Lugar                    | Medalla            | Competición        |
| 2019               | Minsk (Bielorrusia)      | Medalla de oro     | C2 1000 m          |
| 2023               | Cracovia (Polonia)       | Medalla de plata   | C1 500 m           |
| Campeonato Europeo |                          |                    |                    |
| Año                | Lugar                    | Medalla            | Competición        |
| 2021               | Poznań (Polonia)         | Medalla de bronce  | C2 1000 m          |
| 2022               | Múnich (Alemania)        | Medalla de oro     | C1 1000 m          |
| 2022               | Múnich (Alemania)        | Medalla de bronce  | C1 500 m           |
| 2024               | Szeged (Hungría)         | Medalla de oro     | C1 1000 m          |
| 2025               | Račice (República Checa) | Medalla de oro     | C1 1000 m          |
| 2025               | Račice (República Checa) | Medalla de bronce  | C1 500 m           |